# بيلي بيرس
بيلي بيرس (بالإنجليزية: Billy Pierce)‏ هو لاعب كرة قاعدة أمريكي، ولد في 2 أبريل 1927 في ديترويت في الولايات المتحدة، وتوفي في 31 يوليو 2015 في شيكاغو في الولايات المتحدة بسبب سرطان الحويصلة الصفراوية.

## وصلات خارجية
- بيلي بيرس على موقعبيزبول رفرنس.كوم (الدوري الرئيسي) (الإنجليزية)
- بيلي بيرس على موقعبيزبول رفرنس.كوم (الدوري الثانوي) (الإنجليزية)
- بيلي بيرس على موقع مشجعي الرسوم البيانية (الإنجليزية)